# ماکسنس کارلیر
ماکسنس کارلیر (انگلیسی: Maxence Carlier؛ زادهٔ ۱۵ مارس ۱۹۹۷) بازیکن فوتبال اهل فرانسه است.
از باشگاه‌هایی که در آن بازی کرده‌است می‌توان به ای‌اف‌سی توبیز اشاره کرد.